# Natalia Nasaridze-Çakır
Natalia Nasaridse, verheiratete Natalia Çakır (* 2. Oktober 1972 in Tiflis, Sowjetunion) ist eine türkische Bogenschützin georgischer Herkunft.

## Karriere
Natalia Nasaridse wurde in der georgischen Hauptstadt Tiflis geboren. Nach dem Zerfall der Sowjetunion wechselte sie zum türkischen Verband. Für die Türkei nahm sie an den Olympischen Sommerspielen 1992, 1996, 2000 und 2004 teil. Im Einzelwettkampf 1996 in Atlanta stellte sie in ihrer Erstrundenpartie gegen Jill Borresen mit 168 Punkten einen olympischen Rekord für 18 Pfeile auf. Mit der Mannschaft verpasste Nasaridse 1996 und 2000 jeweils als Vierte knapp eine Medaille. Ihre einzige WM-Medaille gewann sie mit Mannschaftssilber 1995. 1996 sowie 2000 wurde sie Europameisterin mit der Mannschaft. Zudem gewann sie 2000 Einzel-EM-Gold.